# Uluella formosa
Genre
Espèce
Uluella formosa, unique représentant du genre Uluella, est une espèce d'araignées aranéomorphes de la famille des Salticidae.

## Distribution
Cette espèce se rencontre au Panama et en Équateur.

## Description
Le mâle holotype mesure 3,46 mm et la femelle paratype 4,29 mm.

## Systématique et taxinomie
Cette espèce a été décrite par Chickering en 1946.
Ce genre a été décrit par Chickering en 1946 dans les Salticidae.

## Publication originale
- Chickering, 1946 : « The Salticidae of Panama. » Bulletin of the Museum of. Comparative Zoology, vol. 97, p. 1-474 (texte intégral).